# Libro de familia (serie de televisión)
Libro de familia fue una serie gallega emitida  por TVG entre 2005 y 2013 y producida por El Correo Gallego. La historia transcurre en Santalla, un típico pueblo de interior gallego ambientado en los años 60 y está protagonizada por familias de distinta clase social.

## Sinopsis[3]
La serie trata de la vida de tres familias gallegas que pertenecen a diferentes grupos sociales y viven en Santalla. La familia Cabanas, agricultores desde siempre y propietarios de una tienda de ultramarinos, conviven con la familia Lamela, una saga de caciques con quien tienen cuentas pendientes los Freire, que regresaron ricos de Venezuela tras la emigración. La serie está ambientada en los años 60 cuando surgen las cooperativas, la industria y cuando la emigración producía dinero. Cada capítulo mezcla momentos de amor, drama y humor. Una treintena de vecinos de Mellid participaron como extras en la serie, la primera del audiovisual gallego que dirigió una mujer.

## Reparto
- Manuel San Martín - Manuel Cabanas
- Mayka Braña - Sara Cebrián
- Lucía Regueiro - María Cabanas Cebrián
- Gonzalo Uriarte - Cosme Cabanas
- Diana Nogueira - Deli Cebrián
- Abelardo Gabriel (†) - Don Román Lamela Parga
- Mara Sánchez - Dona Laura Saavedra
- Rubén Riós - Marcos Lamela
- Paula Carballeira - Carmiña
- Casilda Alfaro - Doña Elvira
- Santi Prego - Pepe
- (Abandonó la serie) Anxo Carbajal - Senén Rego
- Suso Cortegoso - Álvaro García
- Celso Parada - Armando Freire
- Julio Pereira - Tomás Ribera
- Manolo Romón - Padre Don Venancio
- Antonio Mourelos - Ramón Balseiro
- Manu Fernández - Milucho
- Monti Castiñeiras - Telmo Seoane
- Uxía Blanco - Lupe Ramos
- (Abandonó la serie) Miro Magariños - Elías
- (Abandonó la serie) Iolanda Muíños - María Luisa "Marisiña" Couto Espósito
- Manuela Varela - Pili
- Kiko Carracedo - Episódico
- Alejando Neira- Pabliño

## Temporadas
- 1ª temporada (2004-2005): 296.000 espectadores (29,40%)
- 2ª temporada (2005-2006): 302.000 espectadores (29,90%)
- 3ª temporada (2006-2007): 279.000 espectadores (28,21%)
- 4ª temporada (2007-2008): 271.000 espectadores (26,29%)
- 5ª temporada (2008-2009): 226.000 espectadores (23,78%)
- 6ª temporada (2009-2010): 204.000 espectadores (20,08%)
- 7ª temporada (2010-2011): 183.000 espectadores (17,65%)
- 8ª temporada (2011-2012): 185.000 espectadores (16,94%)
- 9ª temporada (2012-2013): 170.218 espectadores (15,35%)